# ケンネット
株式会社ケンネット(英：KENNET CO., LTD.)は、東京都中央区に本社を置く、無線機メーカーである。イヤホンガイドの商標で案内用無線機の開発・販売・レンタルを観光産業を中心に提供している。東証スタンダード市場に上場する株式会社パシフィックネットの100%子会社。

## 概要
株式会社ケンネットの前身である有限会社JBS健康商事は、健康食品を主事業として1994年12月に創業開始した。その後、1995年12年に有限会社ケンネットに社名変更を行い、1998年に株式会社ケンネットに組織変更を行う。この頃には、旅行代理店の添乗員付きツアーにイヤホンガイド付き商品が採用されるようになり、業界での認知と・利用が促進されるようになる。
2017年に株式会社パシフィックネットの完全子会社となり、現在も日本国内、及び世界各国での利用を対象としたイヤホンガイドの製造・販売・レンタルを行っている。

## 沿革
- 1994年12月 - 有限会社JBS健康商事　設立
- 1995年12月 - 有限会社ケンネットに社名変更
- 1997年 4月 - 東京都台東区台東に本社移転
- 1998年 1月 - 株式会社ケンネットに組織変更
- 2002年 7月 - 東京都台東区　新製品新技術開発支援事業対象企業に認定される
- 2003年10月 - 東京都中央区新富に本社移転
- 2005年 6月 - 東京都中央区明石町に本社移転
- 2013年 5月 - 東京都中央区築地に本社移転
- 2017年10月 - 株式会社パシフィックネット(証券コード：3021)の完全子会社化となる
- 2022年 1月 - 毎年1月10日がイヤホンガイドの日[1][2]として認定される(一般社団法人日本記念日協会)

## 環境への取組み
- リユース乾電池寄贈プロジェクト[3] - 2021年7月から、国内外の“イヤホンガイドツアー”で使用したアルカリ乾電池を、社会福祉法人やこども園等に寄贈する取組を開始。開始から約1年で寄贈実績は18万本を超える。イヤホンガイド1台のレンタルにつき、1本の乾電池が寄贈できる仕組みとなっている。

## 経営理念
「伝える」に関わるすべての人をHAPPYに。